# Piper fortalezanum
Piper fortalezanum är en pepparväxtart som beskrevs av William Trelease. Piper fortalezanum ingår i släktet Piper och familjen pepparväxter. Inga underarter finns listade i Catalogue of Life.